# Solanum dimorphandrum
Solanum dimorphandrum ist eine in Kolumbien und Panama beheimatete Pflanzenart aus der Gattung Nachtschatten (Solanum) in der Familie der Nachtschattengewächse (Solanaceae).

## Beschreibung

### Vegetative Merkmale
Solanum dimorphum ist ein 0,5 bis 1,5 (selten bis 2) m hoher Halbstrauch oder Strauch. Er besitzt nur einen einzelnen Stamm, die Zweige sind unbehaart und besitzen eine rötlich-braune Rinde. Die sympodialen Einheiten sind vielblättrig. Die Laubblätter sind 11,5 bis 45 cm lang und 4,5 bis 20 cm breit. Sie sind eiförmig bis elliptisch und besitzen sieben bis zehn (selten bis 16) Paare von der Blattachse ausgehender Blattadern. Sowohl Blattoberseite als auch -unterseite sind meist unbehaart, nur auf der Oberseite können einige wenige verstreute, einreihige Trichome stehen, die Unterseite kann entlang der Adern papillös sein. Die Blattbasis ist plötzlich spitz zulaufend, nach vorn ist die Blattspreite zugespitzt. Die Blattstiele sind 0,9 bis 2,5 cm lang.

### Blütenstände und Blüten
Die Blütenstände stehen an 2 bis 10 cm langen Blütenstandsstielen, sind zwei- oder dreifach gegabelt und fein papillös. Die Blütenstandszweige sind 1,5 bis 8 cm lang und tragen jeweils nur eine einzelne geöffnete Blüte, insgesamt können sich an einem Zweig von der Gabelung beginnend bis zu 100 Blüten bilden. Die Knospen sind elliptisch geformt, kurz vor dem Aufblühen werden sie zugespitzt. Die Blütenstiele sind 0,9 bis 1 cm lang, sind papillös und gebogen.
Der Blütenkelch besitzt eine etwa 1 mm lange Röhre, auf der breit dreieckige, 0,5 bis 1 mm lange, dicht bis spärlich papillöse Kelchzipfel stehen. Die Spitzen der Zipfel sind nicht mit Trichombüscheln besetzt. Die Krone ist grün oder weiß gefärbt, misst 1,5 bis 2 mm im Durchmesser und ist bis nahezu zur Basis gelappt. Zur Blütezeit stehen die Kronlappen auf einer Ebene, sind 8 bis 9 mm lang und schmal dreieckig, an der Spitze und den Rändern sind sie dicht papillös. Die Spitze der Kronlappen ist deutlich kapuzenförmig. Die Staubblätter treten in zwei verschiedenen Formen auf, sie sind nicht zu einer Röhre verwachsen. Die Staubfäden der größeren Staubblätter sind etwa 1 mm lang, die Staubbeutel sind 3,5 mm lang und 1 mm breit. An den zwei kleineren Staubblättern sind die Staubfäden nur 0,5 mm lang, die Staubbeutel sind 2,5 bis 3,5 mm lang und 1 mm breit. Der Fruchtknoten ist konisch geformt und unbehaart. Er trägt einen 4 bis 7 mm langen, unbehaarten Griffel mit einer feinen, abgeflachten Narbe.

### Früchte und Samen
An den Früchten verlängern sich die Blütenstiele auf 1,2 bis 1,4 mm und stehen aufrecht. Die Früchte sind elliptisch, 1,6 bis 1,9 mm lang und 1 bis 1,2 mm breit. Die Oberfläche ist grün gefärbt und von vier dunkleren Streifen überzogen. Das dünne Perikarp trocknet ein und wird brüchig. In jeder Frucht befinden sich etwa zehn bis 15 Samen. Diese sind 4 bis 6 mm lang, blass lohfarben oder rötlich.

## Verbreitung und Standorte
Die Art wächst in den nördlichen und westlichen Küstengebieten Kolumbiens sowie im angrenzenden Panama. Sie ist in Wäldern der unteren bis mittleren Höhenlagen zwischen 0 und 1000 (selten bis 1750) m zu finden.

## Systematik
Solanum dimorphandrum ist innerhalb der Gattung der Nachtschatten (Solanum) in die Thelopodium-Klade eingeordnet. Die Klade steht isoliert zu den restlichen Arten der Gattung. Es wird angenommen, dass die beiden anderen Arten der Klade (Solanum thelopodium und Solanum monarchostemon) untereinander näher verwandt sind und Solanum dimorphandrum als Schwesterart beider gilt.

## Nachweise
- Sandra Knapp: Solanum dimorphandrum. In: Solanaceae Source (Memento vom 9. August 2012 im Internet Archive)